# Wejno (rejon soligorski)
Wejno (biał. Вейна; ros. Вейно) – wieś na Białorusi, w obwodzie mińskim, w rejonie soligorskim, w sielsowiecie Kopacewicze.
W dwudziestoleciu międzywojennym leżało w Polsce, w województwie poleskim, w powiecie łuninieckim, w pobliżu granicy ze Związkiem Sowieckim. Znajdowała się tu wówczas strażnica KOP.